# (2115) Irakli
(2115) Irakli (1976 UD) – planetoida z pasa głównego asteroid okrążająca Słońce w ciągu 5,23 lat w średniej odległości 3,01 au. Odkryta 24 października 1976 roku.